# Пеницилл общий
Пеници́лл (пеници́ллий) о́бщий (лат. Penicíllium commúne) — вид несовершенных грибов (телеоморфная стадия неизвестна), относящийся к роду Пеницилл (Penicillium).
В результате введения в культуру этого вида возник используемый в сыроварении Penicillium camemberti.

## Описание
Колонии на агаре Чапека ограниченно растущие, достигающие за 7 дней диаметра 2,5—3 см, бархатистые до едва шерстистых, с серо-зелёным или серовато-голубоватым спороношением, с прозрачным или бежевым экссудатом (иногда он отсутствует). Реверс грязно-жёлтый или коричневато-жёлтый. Колонии на агаре с солодовым экстрактом более быстрорастущие, с серо-зелёным спороношением. Реверс ярко-жёлтый до бледно-жёлтого. Запах резкий, плесневый. При 37 °C рост отсутствует.
Конидиеносцы преимущественно трёхъярусные, шероховатые, 200—400 мкм длиной и 3—4 мкм толщиной, с прижатыми элементами. Метулы цилиндрические, 10—15 мкм длиной. Фиалиды цилиндрические, с короткой, но заметной шейкой, 9—12 × 2,5—3 мкм. Конидии шаровидные, гладкостенные, 3,5—4,5 мкм в диаметре.

### Отличия от близких видов
Penicillium camemberti отличается отчётливо шерстистыми колониями. Penicillium palitans отличается зелёной окраской спороношения и хорошо выраженным спороношением на среде с сахарозой и дрожжевым экстрактом (YES).

## Экология и значение
Основной гриб, вызывающий порчу сыра. Также выделяется из почвы, с различных пищевых продуктов, из древесины, в качестве эндофита рябины.
Выделяет токсичную циклопиазоновую кислоту.

## Таксономия
Penicillium commune Thom, Bull. Bur. Anim. Ind. U.S. Dep. Agric. 118: 56 (1910).

### Синонимы
- Penicillium album (G.Sm.) Stolk & Samson, 1985
- Penicillium australicum Sopp ex J.F.H.Beyma, 1944
- Penicillium caseiperdens H.K.Frank, 1966
- Penicillium cyclopium var. album G.Sm., 1951
- Penicillium flavoglaucum Biourge, 1923
- Penicillium fuscoglaucum Biourge, 1923
- Penicillium lanosogriseum Thom, 1930
- Penicillium lanosoviride Thom, 1930
- Penicillium ochraceum var. macrosporum Thom, 1930
- Penicillium psittacinum Thom, 1930
- Penicillium roqueforti var. punctatum S.Abe, 1956
- Penicillium verrucosum var. album (G.Sm.) Samson et al., 1976